# Pseudobagarius similis
Pseudobagarius similis es una especie de pez de la familia Akysidae en el orden de los Siluriformes.

## Morfología
• Los machos pueden llegar alcanzar los 3,8 cm de longitud
total.

## Distribución geográfica
Se encuentra en el Sudeste asiático: cuenca del río Mekong al sur del Vietnam.